# Mentha insularis
Mentha insularis (фр. Menthe de Corse) — вид губоцвітих рослин родини глухокропивових.

## Поширення, екологія
Цей вид є ендеміком середземноморських островів Корсика, Сардинія, Капрайя і Менорка. Хоча Valsecchi (1982) стверджує, що М. insularis немає на Сицилії, і вид був сплутаний з М. microphylla. Ця трава росте на мокрих луках і по краях невеликих струмків і джерел. На Капрайї росте в спільноті Nerium.

## Використання
На Корсиці вид збирають як ароматичну рослину і в лікувальних цілях.

## Загрози та охорона
Серйозною загрозою для цього виду на Корсиці є гібридизація з іншими видами Mentha.
|  | Це незавершена стаття про глухокропивові. Ви можете допомогти проєкту, виправивши або дописавши її. |